# Samsung Galaxy Young
Samsung Galaxy Young — бюджетний смартфон від Samsung Electronics, який був випущений у березні 2013 року. Як і всі інші смартфони Samsung Galaxy, Galaxy Young працює на мобільній операційній системі Android. Телефон оснащений 3,27 дюймовим з TFT сенсорним РК-екраном. У телефоні є можливість подвійного MicroSim залежно від моделі. Багато користувачів придбали його як базовий, розглядаючи його як бюджетний пристрій для дітей або підлітків, які випробовують свій перший смартфон, що випливає із назви.

## Специфікація
Телефон має пластиковий корпус. Galaxy Young оснащений процесором 1 ГГц і 4 ГБ внутрішньої пам’яті, яку можна збільшити до 64 ГБ за допомогою карти micro SD. Пристрій має акселерометр, призначений для перетворення природних жестів у команди на телефоні; наприклад, якщо телефон дзвонить і користувач повертає його лицьовою стороною вниз, він припинить дзвонити, або якщо користувач бажає встановити Bluetooth або бездротове підключення до Інтернету (Wi-Fi), він може потрусити пристрій, і він автоматично підключиться.
Варіант телефону для Бразилії, що продається під моделлю GT-S6313T, має підтримку ефірного телебачення 1seg.